# Tlapková patrola
Tlapková patrola (v anglickém originále PAW Patrol) je animovaný televizní seriál o partě záchranářských psů, kterou vede mladý teenager jménem Ryder. Každý z těchto psů má svoje speciální dovednosti a jejich společným úkolem je pomáhat obyvatelům blízkého městečka Adventure bay. Často však vyrážejí na záchranné mise i do různých koutů světů.
Myšlenka seriálu a postavy byly vytvořeny britským scenáristou Keithem Chapmanem, jenž je tvůrcem i řady jiných seriálů, jako například Bořek stavitel. Následně seriál začala produkovat kanadská společnost Spin Master Entertainment, ve spolupráci se studiem Guru. V Kanadě seriál vysílá TVOKids, které poprvé spustilo ukázky pořadu v srpnu 2013. První vysílání seriálu proběhlo 12. srpna 2013 ve Spojených státech amerických, na stanici Nickelodeon.
Producent Spin Master vytvořil podle seriálu mediální franšízu, na jejím základě vydal navazující řadu hraček, z nichž má milionové zisky. Seriál a související produkty získaly řadu ocenění a nominací od asociací jako je Academy of Canadian Cinema & Television a Academy of Television Arts & Sciences.

## Děj
Seriál je o partě šesti záchranářských psů zvané Tlapková patrola, kterou vede dospívající chlapec jménem Ryder. Společně s nimi bydlí v centrále na okraji městečka Adventure Bay, které svým vzezřením, geografií, i hlavní dominantou: mostem přes zátoku, velmi nápadně připomíná San Francisco. Jejich společným úkolem je pomáhat především obyvatelům tohoto městečka. Nezřídka však vyrážejí na mise i do vzdálených koutů světa. Například do arktických oblastí, tropických džunglí, pouští, nebo třeba až do vzdálené Evropy.
Nedílnou součástí Tlapkové patroly je i její velice rozsáhlé technické vybavení. Každý ze psů má svoje vlastní personalizované vozidlo a své vlastní nástroje, které odpovídají jeho specializaci. Přičemž Ryder veškeré toto vybavení neustále inovuje a vylepšuje, čímž se efektivita práce všech soustavně zvyšuje a Tlapková patrola je tím pádem schopna zvládat čím dál náročnější úkoly.
I když je městečko Adventure Bay velmi malé, jeho obyvatelé nepatří zrovna k těm nejšikovnějším a nejbystřejším, a tak potřebují pomoc Tlapkové patroly poměrně dost často. A obzvláště hodně práce Tlapkové patrole přidělává bláznivý starosta Humdinger z vedlejšího města Foggy Bottom, který má neustále potřebu přít se starostkou Adventure Bay o to, čí město je lepší. Jenže jde na to poněkud obráceně. Místo aby se snažil zlepšovat svoje město, tak naopak pořád leze do Adventure Bay a zkouší tu provádět různé sabotáže. Při kterých nakonec ve finále sabotuje akorát jen sám sebe a pak prosí Tlapkovou patrolu, aby ho zachránila z jeho vlastních leváren, které se obrátily proti němu.
Obecně jsou mise Tlapkové patroly velmi různorodé, což je dané i tím, že je velmi často používaná i na relativně banální situace, kdy nejde o záchranu, ale jen pouhou výpomoc, nejčastěji při různých pracích ve městečku. Ryderovi to ale nevadí a je rád, že se na něj obyvatelé městečka i známí z mnoha koutů světa neváhají obrátit s jakoukoliv žádostí o pomoc. Je to jeho posláním a aspoň se jeho tým nenudí. A možná je to i dobrá příležitost vyčistit si hlavu po náročných akcích, během kterých jde nezřídka i o život.
Kromě Adventure Bay má Tlapková patrola svoji základnu i v Evropě (Štěkinberg) a zemi dinosaurů, kam se dá dostat jen skrze dlouhou jeskyni v horách za Adventure Bay. V případě potřeby má však k dispozici i velké vozidlo, které slouží jako mobilní základna, se kterou může vyrazit do jakéhokoliv koutu světa.

## Postavy

### Stálí členové Tlapkové patroly:
|    | Jméno    | Funkce                   | Popis |
| -- | -------- | ------------------------ | --- |
| 01 | Ryder    | Velitel Tlapkové patroly | Mladý teenager koordinující činnost celé Tlapkové patroly. Je neustále na příjmu a připravený přijímat jakékoliv výzvy o pomoc. Každý ve městečku ho zná, a ví že pokud bude mít nějaký problém, stačí mu zavolat a on dorazí a pomůže. Na začátku každé akce Ryder svolá všechny psy do centrály, kde je seznámí s aktuálním úkolem. Poté vybere ty z nich, které na danou akci potřebuje a vyrazí s nimi do terénu. Je velice dobrým velitelem. Se všemi členy svého týmu zachází rovnocenně a s respektem.  |
| 02 | Chase    | Policista                | Specializuje se zejména na pátrací akce, řízení dopravy a koordinaci činnosti ostatních psů. Často pomáhá i při vyprošťování, za pomocí svého navijáku. Je charakteristický svojí rozvážností, opatrností a velkou zodpovědností. Z toho důvodu ho Ryder často pověřuje jako svého zástupce, aby delegoval jeho rozkazy. Jedním z jeho nejčastěji používaných nástrojů je vystřelovací síť, kterou používá nejen k chytání, ale i k rychlému zachraňování každého, kdo padá z výšky.                           |
| 03 | Marshall | Hasič a zdravotník       | Jako jediný má dvojí funkci. Většinou vyjíždí jako hasič s hasičským autem vybaveným dlouhým žebříkem. V některých případech je však povolán jako zdravotník. V takovém případě vyjíždí se sanitkou a na místě poskytuje první pomoc. Jeho velkým nešvarem je velká nešikovnost. Neustále klopýtá a padá. Přesto však svoje úkoly zvládá plnit dobře a vyniká svým odhodláním, kdy dokáže překvapit a udělat takové věci, které by od něj nikdo nečekal.                                                       |
| 04 | Skye     | Pilotka vrtulníku        | Jejím úkolem je pátrání, sledování situace ze vzduchu a provádění vyprošťovacích prací, kdy pomocí spuštěného lana zachraňuje z jinak nepřístupných míst. Kromě toho je vybavena skládacími křídly na zádech, díky kterým může samostatně létat. Je ze všech nejodvážnější a její akce patří k těm nejnebezpečnějším. Obzvláště neocenitelná je v situacích, kdy se dostanou do problémů i ostatní parťáci. Je jakýmsi pomyslným patronem celého týmu, zajišťujícím aby se všichni vždy vrátili živí a zdraví. |
| 05 | Rocky    | Opravář                  | Jeho pozice je ta nejbezpečnější. Rozhodně je však velmi užitečný svojí schopností improvizovat a opravit prakticky cokoliv. Ve svém vozidle má vždy po ruce spoustu různého harampádí, které však vždy v případě potřeby dokáže zužitkovat k opravě nebo vytvoření čehokoliv, co je v danou chvíli potřeba. Je známý svým odporem k vodě. Nikdy se nechce koupat, nebo dokonce jen namočit. |
| 06 | Rubble   | Bagrista a stavař        | Specializuje se na zemní práce. Hlavně odklízení suti a kopání. Často je důležitý když je potřeba projet nějakým nepřístupným nebo zavaleným terénem. V takovém případě se svým buldozerem vždy dokáže prorazit cestu. Další jeho doménou jsou stavební práce, ve kterých vyniká natolik, že jednu dobu měl dokonce svůj vlastní tým stavebníků (Rubble and crew). Přestože je nejmohutnější a nejsilnější, jeho povaha je velice jemná a laskavá.                                                             |
| 07 | Zuma     | Vodní záchranář          | Vzhledem ke svojí úzké specializaci vázané výhradně na vodu je nejméně využívaný. Ale když jde o záchranu na moři nebo pod vodou, ukazuje se jeho nepostradatelnost. Jeho vozidlo se jako jediné umí proměnit v ponorku a Zuma je skvělý potápěč. Na rozdíl od Rockyho vodu miluje a rozhodně se nebojí namočit. Má velmi týmového ducha a pověst skvělého parťáka, natěšeného na to, až bude moct přidat pomocnou ruku.                                                                                       |

### Příležitostní členové
Kromě stálých členů má Tlapková patrola i řadu občasných, kteří s ní spolupracují jen v určitých specifických situacích: 
|    | Jméno   | Funkce        | Popis |
| -- | ------- | ------------- | --- |
| 09 | Everest | Horská služba | Houževnatá horská záchranářka, speciálně určená na práci ve sněhu. Její vozidlo je sněžný pluh, vybavený i chytákem na posunování velkých předmětů. Ryder si ji přivezl až z Antarktidy, kde zachránila jednoho z obyvatel Adventure Bay, který se sem přijel podívat, ale ztratil se tu. |
| 11 | Tracker | Pátrač        | Pes mající opravdu velké uši. Uplatňuje se hlavně při misích v husté džungli, kde využívá k pátrání svůj velice dobrý sluch. Kromě toho se v tomto terénu umí velice svižně rychle pohybovat za pomocí dlouhých lan, což je velká výhoda v místech, která jsou po zemi jinak neprůchozí. |
| 19 | Rex     | Tlumočník     | Člen Tlapkové patroly při akcích v zemi dinosaurů. Dobře zná jejich chování a umí s nimi komunikovat (mluvit). Tím zde Tlapkové patrole výrazně pomáhá. Jeho nástrojem je mouhutný silný drapák, kterým dokáže přemísťovat i dost velké předměty. Oproti ostatním členům Tlapkové patroly se výrazně odlišuje v jedné věci: má zdravotní postižení, kvůli kterému musí používat invalidní vozík. To mu však nijak nebrání být jejím plnohodnotným členem. |
| 23 | Al      | Kamioňák      | I když záchranné akce nejsou jeho hlavní povolání, Tlapkové patrole několikrát poskytl velkou pomoc. Jeho kamion je vybavený velkým silným chapadlem, které mnohokrát přišlo vhod, když bylo třeba udělat nějakou hodně těžkou práci. |

### Jednorázoví členové
Objevující se pouze v některých vybraných epizodách:
|    | Jméno       | Funkce                 | Popis |
| -- | ----------- | ---------------------- | --- |
| 22 | Liberty     | Podpora                | Zná každé zákoutí města. Skvěle se v něm orientuje, a tím je schopna být pro Tlapkovou patrolu v určitých situacích velmi užitečná. |
| –  | Charger     | Stavebník              | Brácha Rubbla. Když přijel za Rubblem na návštěvu, udála se v Adventure Bay velká pohroma, která zničila restauraci pana Portera. A Ryder se hned rozhodl využít Chargerovy stavebnické schopnosti k pomoci při zbudování nové.                                      |
| 24 | Coral       | Různorodá              | Sestřenka Skye, žijící v podmořském světě. Účastnila se misí týkajících se podvodního města ve kterém bydlí a jednou i velké akce na souši, kdy byla potřeba společná spolupráce všech členů Tlapkové patroly.                                                       |
| –  | Tuck a Ella | Různorodá              | Tuck a Ella jsou sourozenci. Pracují společně a mají jednu velmi speciální schopnost: měnit svoji velikost. Zatímco jeden se dokáže zvětšit, druhý je schopen se naopak zmenšit. Toto jim umožňuje plnit velmi speciální úkoly, kterých by nikdo jiný nebyl schopen. |
| 26 | Roxi        | Řidička monster trucku | Do Adventure Bay přijela závodit v závodě monster trucků. Boomer, jeden z jejích soupeřů, však neustál porážku a začal v městečku neskutečně řádit. Jakožto zkušenou řidičku se ji Ryder rozhodl přijmout do týmu, aby mu pomohla Boomera zastavit.                  |

### Vedlejší postavy

#### Obyvatelé Adventure Bay:
- Starostka Goodwayová – starostka Adventure Bay. Svědomitě se stará o město a jeho obyvatele. A neustále má u sebe svoji oblíbenou slepici Chickalettu.
- Kapitán Turbot – majitel velké lodi fascinovaný podmořským životem a přírodou. A také jeden z nejčastějších klientů Tlapkové patroly, protože je strašné pako a nemehlo.
- Francois Turbot – bratranec kapitána Turbota a stejný nešika jako on.
- Pan Porter – majitel restaurace v centru města. Oproti ostatním obyvatelům Adventure Bay vyniká svojí rozvážností, tudíž u něj není obvyklé, aby udělal nějakou blbost, kterou by se dostal do problémů. Tlapková patrola mu však ráda pomáhá s náročnou prací okolo jeho podniku.
- Farmářka Yumi – provozuje farmu stranou od města. Často potřebuje pomoc Tlapkové patroly kvůli nahánění hospodářských zvířat nebo jiným problémům na farmě.
- Farmář Al – manžel farmářky Yumi.
- Alex – syn pana Portera. Je nesmírně lehkomyslný a vůbec nedomýšlí následky toho, co dělá. Z toho důvodu patří k těm, co se nejčastěji dostávají do potíží. Na druhou stranu je však velký obdivovatel tlapkové patroly. Má svou vlastní minipatrolu, se kterou se snaží napodobovat tu skutečnou. Většina jejích misí ovšem končí tak, že místo aby Alexova minipatrola problém vyřešila, tak ho udělá spíš ještě větší, a skutečná Tlapková patrola potom musí kromě řešení samotného problému ještě zachraňovat tu jeho.
- Katie – Majitelka salónu pro psy a kočky. A také dobrá kamarádka Rydera.
- Danny X – namachrovaný teenager libující si v adrenalinu. Netřeba dodávat, že kvůli němu Tlapková patrola musí často vyjíždět.
- Jake – hlídač stejnojmenné hory, která je pojmenovaná po něm.
- Cestovatel Travis – cestuje po světě ve svém horkovzdušném balóně a sem tam zabloudí i do Adventure bay. Pokud se tak stane, tak si Tlapková patrola opravdu neodpočine, protože je neskutečný moták a trouba, u kterého neexistuje snad ani jediná minuta, aby něco nezvoral.

##### Narušitelé života v Adventure Bay:
- Starosta Humdinger – nejhlavnější záporná postava. Starosta vedlejšího městečka Foggy Bottom, které ještě nikdo nikdy neviděl a pravděpodobně má jen jednoho jediného obyvatele: Starostu Humdingera. Je velmi narcistický a jediné co ho zajímá je dokázat, že on a jeho město je lepší než Adventure Bay,
- Koťata starosty Humdingera – stejně jako má Ryder Tlapkovou patrolu, starosta Humdinger má svoji tlupu koťat inspirovanou Tlapkovou patrolou. Jejich cílem však není pomáhat, ale naopak škodit. Na rozdíl od Tlapkové patroly jsou jeho koťata velice neposlušná a škodolibá, a to dokonce i vůči němu samotnému.
- Číča – dcera starosty Humdingera, posedlá tím, že za každou cenu musí ve všem vyhrávat. Oproti starostovi Humdingerovi je podstatně chytřejší a nebezpečnější. Chová se mimořádně arogantně a zásadně vždy ve všem podvádí.

#### V Evropě (Štěkinberg):
- Hrabě z Štěkinbergu – Panovník spravující celý Štěkinberg. Právě na jeho přání sem Tlapková patrola pravidelně vyjíždí a občas tu i přechodně pobývá.
- Princezna z Štěkinbergu – dcera hrabě ze Štěkinbergu
- Laskonka – Velice nezbedný pes princezny ze Štěkinbergu. Nebaví ji, že je stále jen pouhým královským psem. Chtěla by vládnout a mít kontrolu nad celým Štěkinbergem. Velká část výjezdů Tlapkové patroly je tedy kvůli ní.
- Busby – Společník Laskonky, kterého Laskonka využívá při svých nekalostech. A potom ji dělá společnost, když se to provalí a je za to zavřená ve zlaté ohradě.
- Dráp – pes a bývalý rytíř a strážce Štěkinbergského zámku. Kterého však hrabě ze Štěkinbergu za jeho špatné chování uvolnil a na jeho místo dosadil právě Tlapkovou patrolu. Dráp se s tím však nehodlá smířit a pokouší se zámek i celý Štěkinberg dobít silou.
- Vévoda z Flappingtonu – nezvedený bratranec princezny ze Štěkinbergu. Stejně jako Dráp by chtěl nad Štěkinbergem získat moc.
- Jean Claude – orel a věrný služebník vévody z Flappingtonu.

#### V džungli:
- Karlos – Známý Rydera, který zde trvale žije.
- Mandy – neskutečně drzá opice, dělající potíže všude, kde se objeví.

#### V zemi dinosaurů:
- Doktorka Turbotová – veterinářka bydlící v zemi dinosaurů. O dinosaury se stará a léčí je. Je příbuzná kapitána Turbota.
- Taylor Turbotová – dcera doktorky Turbotové

## Zajímavosti z děje
Upozornění: Následující část článku vyzrazuje zápletku některých epizod – Přeskočit

- V jedné z epizod zůstal Marshall na centrále zcela sám a nikdo jiný kromě něj tu nebyl. V tom však přišlo volání o pomoc. Marshall se v tu chvíli rozhodnul zvládnout celou misi samostatně, přičemž si vyzkoušel funkci každého ze svých parťáků.[1]
- Hned v první řadě seriálu, po vyčerpání všech předchozích možností, když už nikdo jiný nemohl pomoci, Skye na poslední okamžik zachránila Rydera před smrtelným pádem ze skály.[2] V páté řadě pak zachránila celou Tlapkovou patrolu tím, že se snesla dovnitř vybuchující sopky a všechny se svým vrtulníkem odsud vytáhla.[3]
- V jedné z epizod první řady se Rocky, naprosto nesnášející i jen pouhé smočení tlapek ve vodě, nechal přemluvit k potápění po boku Rydera a Zumy. A dokonce se mu to nakonec i líbilo.[4]
- Ve druhé epizodě druhé řady se Skye stal výpadek, při kterém ji málem zabila vrtule jejího vlastního vrtulníku.
- Při basketbalovém zápase mezi Adventure Bay a Foggy Bottom se Marshall rozhodl stát stranou a být v pohotovosti jen jako zdravotník, aby ostatním zápas nekazil svojí nešikovností. Po tvrdém faulu, kdy dva jeho parťáci byli vyřazeni ze hry (a on je musel ošetřit) ho Skye a ostatní přemluvili aby za ně zaskočil a šel hrát. A nakonec to byl on, kdo dal poslední vítězný koš pro Adventure Bay.[5]

## Vysílání
V Česku bývá seriál vysílaný na ČT Déčko. Trvale je pak v češtině vysílaný na kanále Nick Jr. Czech, kde ho lze sledovat v průběhu celého dne. Všechny řady a díly jsou rovněž dostupné ve streamovací službě Skyshowtime, kde je k dispozici dabing v mnoha dalších evropských jazycích, včetně anglického. 
| Řada | Díly          | Premiéra v USA     | Premiéra v USA    | Premiéra v ČR (ČT :D) | Premiéra v ČR (ČT :D) | Premiéra v ČR      | Premiéra v ČR |
| Řada | Díly          | První díl          | Poslední díl      | První díl             | Poslední díl          | První díl          | Poslední díl  |
| ---- | ------------- | ------------------ | ----------------- | --------------------- | --------------------- | ------------------ | ------------- |
| 1    | 26            | 12. srpna 2013     | 18. srpna 2014    | 16. března 2023       | 20. dubna 2023        | 25. listopadu 2013 | 2014          |
| 2    | 26            | 13. srpna 2014     | 4. prosince 2015  | 21. dubna 2023        | 24. května 2023       | 8. prosince 2014   | 2015          |
| 3    | 26            | 20. listopadu 2015 | 26. ledna 2017    | 25. května 2023       | 29. června 2023       | 2. května 2016     | 2017          |
| 4    | 26            | 6. února 2017      | 8. března 2018    | 4. září 2023          | bude oznámeno         | 26. srpna 2017     | 2018          |
| 5    | 26            | 6. února 2018      | 25. ledna 2019    | bude oznámeno         | bude oznámeno         | 17. září 2018      | 2019          |
| 6    | 26            | 22. února 2019     | 23. července 2020 | bude oznámeno         | bude oznámeno         | 24. září 2019      | 2020          |
| 7    | 26            | 27. března 2020    | 7. května 2021    | bude oznámeno         | bude oznámeno         | 12. září 2020      | 2021          |
| 8    | 26            | 2. dubna 2021      | 6. května 2022    | bude oznámeno         | bude oznámeno         | 10. ledna 2022     | 2022          |
| 9    | 26            | 25. března 2022    | 22. dubna 2023    | bude oznámeno         | bude oznámeno         | 13. srpna 2022     | již proběhlo  |
| 10   | 26            | 25. dubna 2023     | bude oznámeno     | bude oznámeno         | bude oznámeno         | již proběhlo       | již proběhlo  |
| 11   | 26            | 18. září 2024      | bude oznámeno     | bude oznámeno         | bude oznámeno         | již proběhlo       | bude oznámeno |
| 12   | bude oznámeno | 18. července 2025  | bude oznámeno     | bude oznámeno         | bude oznámeno         | bude oznámeno      | bude oznámeno |

### Dabing
- Ryder (v českém dabingu Jan Köhler 1. - 9. série, Daniel Gabriel 9. série - dodnes,v originále Owen Mason, Elijha Hammill Jaxon Mercey,Joey Nijem, Beckett Hipkiss a Kai Harris v Albánském dabingu Erken Meço, v Katalánském dabingu Geni Rey, v Chorvatském dabingu Vesna Kavenšća, ve Velšském dabingu Siôn Dafydd) – desetiletý chlapec a vedoucí Tlapkové patroly
- Chase (v českém dabingu Jan Maxián, v originále Tristan Samuel, Max Calinescu, Justin Paul Kelly) – německý ovčák, policista
- Marshall (v českém dabingu Jitka Moučková 1. série, Antonie Talacková 2. série - dodnes,v albánském dabingu Megi Mysliu v katalánském dabingu Elisabet Bargalló, v chorvatském dabingu Jadranka Krištof, ve velšském dabingu Guto Elis, v originále Gage Munroe, Drew Davis, Lukas Engel, Kingsley Marshall a Christian Corrao) – dalmatin, hasič a zdravotník
- Skye (v českém dabingu Petra Tišnovská, Jolana Smyčková 5. série, v originále Kallan Holley, Lilly Bartlam) – cockapoo, pilotka
- Rocky (v českém dabingu Jana Páleníčková 1. - 8. série, Hana Ševčíková 8. série - dodnes v originále Stuart Ralston, Samuel Faraci, Jackson Reid) – šedobílý kříženec, opravář a třídič odpadu
- Rubble (v českém dabingu Filip Švarc, v originále Devan Cohen, Keegan Hedley, Lucien Duncan-Reid, v albánském dabingu  Jurgen Caka, v katalánském dabingu Anna Ora v chorvatském dabingu Tana Mažuranić, ve velšském dabingu Mabon Rhys) – americký buldok, stavebník
- Zuma (v českém dabingu Ivo Novák,v originále Emily Thorne, Carter Thorne, Shayle Simons a Jordan Mazeral ) – čokoládově zbarvený labradorský retrívr, vodní záchranář

Vedlejší postavy

- kapitán Turbot (v českém dabingu Libor Terš, v originále Ron Pardo)
- Francois Turbot (v českém dabingu Petr Burian, v originále Peter Cugno)
- Robopes
- Everest (v českém dabingu Radka Přibyslavská, v originále Berkley Silverman)
- Jake (v českém dabingu Oldřich Hajlich, v originále Scott McCord)
- Tracker (v českém dabingu Matěj Převrátil, v originále David Lopez a Mateo Carnovale)
- Carlos (v českém dabingu Alžběta Volhejnová a Jakub Nemčok v originále Jaidenn Cannatelli)
- Tuck (v českém dabingu Matěj Havelka, v originále Eamon Hanson)
- Ella (v českém dabingu Linda Křišťálová, v originále Isabella Leo)
- Rex (v českém dabingu Šimon Fikar)
- Liberty (v českém dabingu Ivana Korolová)
- kocour Vilda (v českém dabingu Matěj Havelka)
- Rory (v českém dabingu Linda Křišťálová)
- Leo (v českém dabingu Šimon Kučera)
- Shade (v českém dabingu Linda Křišťálová)
- farmářka Yumi (v českém dabingu Terezie Taberyová)
- farmář Al (v českém dabingu Martin Hruška)
- starostka Goodwayová (v českém dabingu Irena Hrubá Hanáková)
- Boomer (v českém dabingu Mikuláš Převrátil)
- Julius Goodway
- Jůlie Goodwayová (v českém dabingu Alžběta Volhejnová)
- Chickaletta
- starosta Humdinger( v českém dabingu Jan Szymik)
- Harold Humdinger (v českém dabingu Matěj Převrátil)
- Ptačí Dáma (v českém dabingu Terezie Taberyová)
- Číča (v českém dabingu Terezie Taberyová)
- Kočičí katastrofa
- Laskonka (v českém dabingu Anna Brousková)
- princezna z Štětinbergu (v českém dabingu Klára Nováková)
- Hrabě z Štětinbergu (v českém dabingu Petr Burian)
- Busby
- Vévoda z Flappingtonu (v českém dabingu Jan Battěk)
- Jean Claude
- Sid Swashbuckle (v českém dabingu Jan Battěk)
- Dráp (v českém dabingu Kristián Páca)
- Arrby (v českém dabingu Matěj Havelka)
- pan Nibbles (Kočičák) (v českém dabingu Anna Brousková)
- Hailey Dailyová (v českém dabingu Monika Žáková)
- Haf Haf klan (Hawkep (v českém dabingu Matěj Macháček), Gasket (v českém dabingu Mariana Franclová) a Dwayne (v českém dabingu Adam Ipser)
- Alex Porter (v českém dabingu Jakub Nemčok a Jakub Král)
- pan Porter (v českém dabingu Petr Burian)
- čuník Cornelius
- Katie (v českém dabingu Terezie Taberyová, 5. série Anna Suchánková)
- Danny (v českém dabingu Ondřej Havel, Jan Battěk a Oldřich Hajlich)
- trucker Al (v českém dabingu Matěj Havelka)
- Koral (v českém dabingu Klára Nováková)
- Mimozemšťan Alien
- Moby (v českém dabingu Kristián Páca)
- Matea (v českém dabingu Ron Pardo)
- Oscar (v českém dabingu Ron Pardo)
- Mořské Tlapky ( v českém dabingu Bryn McAuley)
- Charger (v českém dabingu Šimon Fikar)
- Nano (v českém dabingu Kristián Páca)
- Mini (v českém dabingu Barbora Mašlová)
- Tot (v českém dabingu Tobiáš Skružný)
- Roxi (v českém dabingu Nikola Votočková)
- Codi Gizmodyová (v českém dabingu Jakub Nemčok)
- Ace Sorensenová ( v českém dabingu Terezie Taberyová a Viktor Vích Antonio)
- Apollo (v českém dabingu Oldřich Hajlich)

## Filmové zpracování
Kromě samotných seriálových epizod vzniklo i několik filmů o Tlapkové patrole:
1. Mighty Pups (2018) – Do Adventure Bay dopadl meteorit, který je schopen tomu kdo ho najde dát nadpřirozené síly. Starosta Humdinger ho samozřejmě chce získat. A tomu je třeba zabránit.
2. Ready, race, rescue! (2019) – Marshall v automobilových závodech zastupuje automobilového závodníka, který je zároveň i jeho idolem. Ten se zranil a z toho důvodu nemůže do závodu nastoupit. Nicméně se nabídne, že bude Marshalla trénovat, aby se stal stejně dobrým závodníkem jako on, přičemž Masrhalla podporují i ostatní parťáci z Tlapkové patroly.
3. Jet to the Rescue (2020) – Děj se odehrává ve Štěkinbergu, kde se praštěný Vévoda z Flappingtonu za pomoci Laskonky zmocní vzácných kamenů, z nichž si vytvoří žezlo umožňující vytáhnout do vzduchu a přenášet jakékoliv předměty. A nenapadne ho nic lepšího, než všechny budovy města vynést do vzduchu a chce zdemolovat i celý Štěkinbergský zámek. Bohužel většina týmu (Tlapkové patroly) se hned na začátku dostane do pasti, ze které se nemůže dostat. Takže vše zůstává pouze na třech členech, kteří zůstali venku: Trackerovi, Everest, a Skye, která je také Ryderem jakožto zkušená pilotka pověřena vedením celé mise.

## Hodnocení
Na portálu čsfd je v recenzích často kritizován nezáživný děj a jednoduchost příběhů. Spousta hodnotících seriál přímo vysloveně nesnáší. Ale mnozí z nich přiznávají, že jejich dětem se to ohromně líbí. Navzdory tomu, že Tlapková patrola obdobně jako jakýkoliv jiný obsah označovaný jako „určený dětem” schytává velké množství hejtů, má nemalou fanouškovskou základnu, o čemž svědčí wiki věnovaná seriálu čítající přes 19 tisíc stránek a četné diskuze o seriálu na diskuzních fórech jako Reddit nebo Quora, kde spousta lidí zmiňuje, že má tento seriál ráda a pravidelně ho sleduje.
Celkově je nutno říct, že v seriálu si lze všimnout mnoha pozitivních věcí. Například toho, že účinkující postavy (s výjimkou těch záporných), se co se týče vzájemných mezilidských vztahů, chovají neobyčejně dobrým způsobem. V málokterém televizním pořadu lze vidět tolik vzájemného respektu mezi účinkujícími postavami. Přestože se tu občas najdou nějaké neshody, nikdy to nepřechází do toho, aby se mezi postavami objevovaly jakékoliv projevy zloby. A že některé postavy, jako třeba Marshall, v tomhle ohledu zkoušejí trpělivost ostatních opravdu hodně. Přesto se Marshall místo výčitek jaký je nešika vždy dočká pochopení, že ty svoje pády nedělá naschvál. A přesně v takovém duchu je chování většiny účinkujících postav: o snaze pochopit jeden druhého a vzájemně se respektovat. Z toho důvodu se tu prakticky nevyskytují žádné konflikty. Díky tomu v městečku Adventure Bay panuje velmi silná atmosféra přátelství a sounáležitosti. Jeho obyvatelé jsou nesmírně hodní lidé. Natolik, že projevují respekt dokonce i vůči záporným postavám, které jim škodí. U samotných členů Tlapkové patroly si pak lze všimnout ještě jedné další věci: toho, jakou projevují mimořádnou sebedisciplinovanost v tom, aby se vždy a za všech okolností k ostatním chovali hezky. Dá se tedy říci, že hlavní edukační hodnota seriálu je v tom, že ukazuje jak se chovat k druhým.
Za velmi pozitivní lze považovat i to, jak se v seriálu klade důraz na individualitu jednotlivých postav. Účinkující postavy jsou podporované v tom, aby byly samy sebou a nezdráhaly se naplno otevřeně projevovat svůj charakter. Například v rámci Tlapkové patroly (i jejích nečlenů, včetně záporných postav, které s ní naopak bojují), má každý svoje personalizované věci (oblečení, techniku), které vystihují jeho osobnost. Dále je obdivuhodné, jakou má Ryder schopnost v každém najít nějaký skrytý talent a začlenit ho do svého týmu. A krom toho i to, jak se postavy navzájem mezi sebou podporují a pomáhají si.

### Kritika
Najdou se však i věci, které se tvůrcům seriálu už tak nepovedly. Často bývá poukazováno na nedostatečné zastoupení postav ženského pohlaví. V šestici stálých členů Tlapkové patroly je pět postav mužského pohlaví, a jen jedna ženského. K jasně viditelným scenáristickým chybám pak patří některé záchrany, kdy Ryder dělá hrubé, do očí bijící omyly, kterýma vrhá členy svého týmu nebo zachraňované osoby do nadbytečného rizika, případně volí zcela nesmyslná řešení. Jedním z takových příkladů může být epizoda, kde pilotce akrobatického letounu přestal fungovat motor a Ryder po ní chtěl, aby nesmyslně opustila řízení a vylezla na křídlo. Přestože ji Skye letící nad ní ve svém vrtulníku mohla vytáhnout lanem přímo z jejího otevřeného kokpitu.
Dále je pak třeba zmínit i některé způsoby chování účinkujících postav. V drtivé většině epizod se postavy (s výjimkou těch záporných) chovají navzdory svým četným klopotám velice zralým, dospělým způsobem. A skvěle ukazují model vlídné, přátelské společnosti. Nicméně přesto se najdou některé věci hodné zamyšlení. Jedna z velice zvláštních podivností se vyskytuje v rámci přístupu ke Skye. Přestože má na kontě mnoho zásluh a hrdinských činů, její parťáci vnímají jako velmi ponižující mít na sobě její služební barvu (růžovou) nebo jakoukoliv část její výstroje. Rocky nesl velmi nelibě, když byl postříkaný růžovou barvou (charakterizující v týmu Skye). Chase se zase mohl propadnout hanbou, když zjistil, že si místo svojí čepice omylem nasadil tu její. A Marshall projevoval velkou nevoli, když si uvědomil, že v rámci zastupování ostatních parťáků se bude muset na chvíli proměnit i ve Skye. Zatímco do role Rubbla, Chase a Zumy se přímo hrnul, roli Skye přijímal s naprostým odporem. Je pravda, že Skye sama o sobě je respektovaným členem týmu. Ale pokud její parťáci považují za ostudu mít s ní cokoliv společného nebo se jí jakkoliv podobat, tak to vůči ní vyznívá dost urážlivě. Hlavní důvod je nejspíše právě to, že Skye jako jediný člen týmu není kluk, ale holka. A její parťáci považují za ponižující být v její holčičí roli. Což je velmi zvláštní způsob uvažování. „Být holka” není žádná negativní vlastnost, za kterou by existoval důvod se stydět. Tudíž nedává smysl, aby se její klučičí parťáci styděli být jako ona. 
Za jeden z největších přešlapů scenáristů pak fanoušci seriálu považují tři epizody, ve kterých vystupuje pes Moby. Mnozí fanoušci si všimli, že Moby vykazuje typické příznaky poruchy autistického spektra. V seriálu jsou však jeho autistické projevy vykreslovány jako negativní vlastnost a ostatní postavy vůbec nerespektují jeho odlišnost v tom, že nesnáší hluk a chce mít klid. Z toho důvodu mezi ním a ostatními vznikají velmi vyhrocené konflikty, v nichž je vždy jako ten špatný ukazován on. Fanoušci namítají, že tady to pochopení a respekt vůči druhým, jaké lze vidět v ostatních epizodách, zcela chybělo. V žádném případě se nedá říct, že by se ostatní postavy vůči Mobymu chovaly nějak nepřátelsky, nebo se ho snažily jakkoliv vyčleňovat. Naopak, projevovaly zájem začlenit ho mezi sebe a přátelit se s ním. Ale vůbec u toho nebraly ohledy na jeho odlišnost. Další věc je pak i to, jakým způsobem byl pojatý celý charakter Mobyho, který má v epizodách roli velmi zlé postavy. Pokud má Moby reprezentovat někoho, kdo má poruchu autistického spektra, tak seriál v tomto ohledu rozhodně nevyslal dobré poselství.
I přes některé tyto věci, které se v pár jednotlivých epizodách zkrátka nepovedly, lze však pořád říct, že seriál jako celek propaguje pozitivní lidské hodnoty, je originální, kreativní, zábavný, a rozhodně i velmi povedený. Jinak by se jen velmi těžko dokázal přes deset let držet mezi nejpopulárnějšími televizními pořady a proslavit po celém světě. Tlapková patrola mimo jiné získala i řadu ocenění. Mezi největší její úspěchy patří opakované vítězství v Canadian Screen Awards, kde se ji podařilo zvítězit už po desáté za sebou. O vysoké popularitě seriálu svědčí i fakt, že v Austrálii při premiérovém patřil mezi 20 nejsledovanějších seriálů, ve Francii některé z epizod běžely na televizi ve 45% domácností s předškolními dětmi, a USA byl v letech 2013 a 2014 dokonce tím vůbec nejlépe hodnoceným dětským programem.